# Paul Lemoine (pédiatre)
 (mars 2013).
Pour les articles homonymes, voir Paul Lemoine et Lemoine.
Paul Lemoine (7 août 1917 à Nantes - 10 mars 2006  à Nantes) est un pédiatre français, médecin des hôpitaux, chef du service de pédiatrie au CHU de Nantes, connu pour la mise en évidence du Syndrome d'alcoolisation fœtale appelé aussi « syndrome Lemoine » en 1968. Il est le père de onze enfants[réf. souhaitée]. Il est aussi l'auteur du livre Transmettre l'amour.
En 1958, il commence une étude sur les enfants de mères alcooliques. Il est le premier en 1968 à décrire de façon exhaustive le tableau clinique des enfants souffrant du syndrome. Son étude se basait sur l’observation de 127 enfants issus de 62 « familles alcooliques ».
Les travaux de ce médecin publiés une première fois en 1967 puis une seconde fois en 1968, ne seront reconnus qu’en 1985, lors d’un congrès international sur l’alcool et la toxicomanie où il se verra décerner le prix Jellinek.

## Distinctions
Paul Lemoine reçoit le Prix Jellinek pour ses recherches sur l'alcoolisme  en 1985.
Il est nommé chevalier de l'ordre national de la Légion d'honneur le 9 avril 2004.